# 勒内·吉约
勒内·吉约（法語：René Guillot，1900年1月24日—1969年3月26日）是20世纪法国小说家，1964年国际安徒生作家奖得主。

## 生平
1900年出生于滨海夏朗德省库尔库里。1925年结婚后来到塞内加尔一所学校授课，在非洲待了20多年，写下了许多丛林动物小说。
他也是1957年圣东日学会创始成员之一。

## 中文译本
- 勒内·吉约.  . 外国儿童文学丛书. 由严大椿 / 王自新翻译. 少年儿童出版社. 1985年12月. CSBN 10024·4393.
- 勒内·吉约. . 外国儿童文学丛书. 由严大椿 / 王自新翻译. 少年儿童出版社. 2000年11月. ISBN 9787532429233.